# Bembidion quadripustulatum
Bembidion quadripustulatum é uma espécie de insetos coleópteros pertencente à família Carabidae.
A autoridade científica da espécie é Audinet-Serville, tendo sido descrita no ano de 1821.
Trata-se de uma espécie presente no território português.